# Hora media de Greenwich
| Azul claro | Hora europea occidental/Hora media de Greenwich (UTC±00:00)                                       |
| Azul       | Hora europea occidental/Hora media de Greenwich (UTC±00:00)                                       |
| Azul       | Hora europea occidental de verano/Horario de verano británico/Hora estándar irlandesa (UTC+01:00) |
| Rojo       | Hora central europea (UTC+01:00)                                                                  |
| Rojo       | Hora central europea de verano (UTC+02:00)                                                        |
| Amarillo   | Hora europea oriental/Hora de Kaliningrado (UTC+02:00)                                            |
| Caqui      | Hora europea oriental (UTC+02:00)                                                                 |
| Caqui      | Hora europea oriental de verano (UTC+03:00)                                                       |
| Verde      | Hora de Moscú/Hora de Turquía (UTC+03:00)                                                         |

El tiempo medio de Greenwich u hora media de Greenwich o GMT (Greenwich Mean Time /ˌgren.ɪʧ'mi:n.taɪm/) es un estándar de tiempo que originalmente se refería al tiempo solar medio en el Real Observatorio de Greenwich, en Greenwich, cerca de Londres, Inglaterra, que en 1884 fue elegido por la Conferencia Internacional del Meridiano como el primer meridiano.
Antes de la introducción del tiempo universal coordinado (UTC) el 1 de enero de 1972, el tiempo medio de Greenwich (también conocido como Hora Zulú) era considerado el Tiempo Universal (UT), que es un concepto estándar astronómico que se utiliza en muchos campos técnicos. Los astrónomos ya no utilizan el término Greenwich Mean Time.
En territorios como Canarias, Portugal y el propio Reino Unido, GMT es el tiempo oficial solo durante el invierno; en verano se utiliza el horario de verano.
Durante muchos años los relojes más precisos que existían eran el movimiento de la Tierra alrededor de su eje y alrededor del Sol. A partir de ellos se definía todo lo demás relacionado con el tiempo. Una vuelta de la Tierra alrededor del Sol era un año, una vuelta de la Tierra sobre sí misma era un día, que se dividía en 24 horas, la hora en 60 minutos y el minuto en 60 segundos. En 1900 se definió un segundo como 1/86.400 de un día solar medio.
Esto era suficientemente preciso para las actividades cotidianas, pero poco a poco se fue observando que la Tierra no era el mejor reloj. Las mareas hacen disminuir su giro con cierta regularidad pero, además, hay otras influencias que hacen que la duración de ese giro no sea constante. Las diferencias no afectan a la vida cotidiana pero sí pueden afectar a la precisión de la navegación o a la posición de los satélites artificiales, por ejemplo.

## Desarrollos posteriores

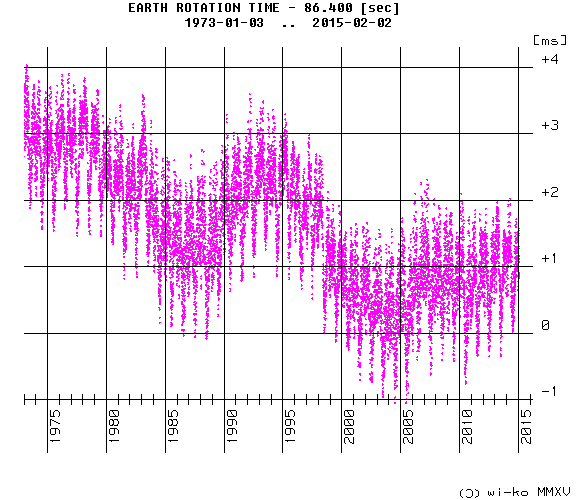
Variación de la duración del día solar medio entre 1974 y 2015, medida a partir de relojes atómicos, medida en milisegundos, respecto del valor teórico de 86.400 segundos.

Con el avance del conocimiento del átomo se descubrió un reloj más preciso, la frecuencia de resonancia de ciertos átomos cuando pasaban de un estado a otro. En 1950, en el Laboratorio Nacional de Física de los Estados Unidos, Louis Essen y John V.L Parry construyeron el primer reloj basado en esa propiedad de los átomos, al cual se denominó reloj atómico. En su construcción se utilizaron átomos de cesio. Su precisión era tan alta que en 1967 los organismos de normas internacionales cambiaron la definición de segundo basada en el movimiento de la Tierra por una definición basada en el átomo de cesio: el segundo, unidad de tiempo del Sistema Internacional de Unidades, es la duración de 9 192 631 770 períodos de la radiación asociada a la transición hiperfina del estado base del átomo de cesio 133, con la siguiente observación: el estado base se define con campo magnético cero.
El error de los relojes atómicos basados en el cesio es de una parte en 1013. Son mucho más precisos que el giro de la Tierra y suplantaron a ésta en la definición del tiempo internacional. En 1972 se adoptó una medida universal que utiliza la definición atómica de segundo. A ese tiempo se le llama en todas las lenguas UTC (tiempo universal coordinado).
Dado que el giro de la Tierra es menos uniforme que el comportamiento de los relojes atómicos, hay una cierta discrepancia entre el tiempo solar medio, base del GMT, y el UTC. Para que haya sincronía entre los dos tiempos, lo que se hace es supervisar con extrema precisión el giro de la Tierra. Se admite que UTC y GMT son correctos si no difieren en más de 0,9 segundos. Si difieren en más de esa cantidad, se añade o se quita un segundo a los relojes atómicos.

## Segundo intercalar
La primera vez que se hizo la adaptación fue el 30 de junio de 1972 a las doce de la noche, con lo que los tiempos UTC y GMT quedaron sincronizados el 1 de julio. Las siguientes veces que se ha hecho, hasta hoy en día, siempre ha sido añadir un segundo, pero también podría haber sido restar un segundo si la rotación de la Tierra hubiese variado de otro modo.